# Hemiculter
Hemiculter – rodzaj ryb z rodziny karpiowatych (Cyprinidae).

## Zasięg występowania
Wody słodkie i półsłone (Chiny, Korea, Mongolia, Rosja, Tajwan i Wietnam).

## Klasyfikacja
Gatunki zaliczane do tego rodzaju:
- Hemiculter elongatus
- Hemiculter krempfi
- Hemiculter leucisculus – ostrobrzuszka pospolita[3], ostrobrzuszka[4]
- Hemiculter lucidus
- Hemiculter songhongensis
- Hemiculter tchangi
- Hemiculter varpachovskii

Gatunkiem typowym jest Culter leucisculus (H. leucisculus).